# Lorraine-Dietrich D 2.6
Der Lorraine-Dietrich D 2.6 ist ein Pkw-Modell der 1920er Jahre. Hersteller war Lorraine-Dietrich in Frankreich.

## Beschreibung
Das Fahrzeug stand von 1920 bis 1926 im Sortiment. Es war zu der Zeit das größere von zwei Modellen des Herstellers.
Marius Barbarou entwickelte den Sechszylinder-Monoblockmotor mit SV-Ventilsteuerung. Er hat 90 mm Bohrung, 160 mm Hub und 6107 cm³ Hubraum. Der Motor war damals in Frankreich steuerlich mit 30 CV eingestuft. Er leistet 75 PS.
Der Motor ist vorn längs im Fahrgestell eingebaut. Er treibt über ein Vierganggetriebe und eine Kardanwelle die Hinterachse an. Die Bremse wirkt bei den Modellen bis Modelljahr 1924 nur auf die Hinterräder. Erst danach wurden Vierradbremsen eingeführt.
Der Wagen hat 3337 mm Radstand und 1420 mm Spurweite. Er wiegt etwa 1600 kg.
Bekannt sind Tourenwagen und Limousinen.